# Glénic
Glénic (/glɛni/) est une commune française située dans le département de la Creuse en région Nouvelle-Aquitaine.
Ses habitants sont appelés les Glénicois(es).

## Géographie
| Anzême     | Jouillat     | Roches |
| Saint-Fiel | Glénic       |        |
|            | Sainte-Feyre | Ajain  |

### Localisation
Situé sur la D 940, à 8 kilomètres de Guéret, le bourg de Glénic est perché à 342 mètres d'altitude. Il domine la vallée de la Grande Creuse, qu'enjambe un viaduc construit en 1905-1906 pour permettre le passage de la voie ferrée qui reliait La Châtre à Guéret. Cette ligne a été désaffectée en 1952. Le territoire communal est arrosé par la rivière Creuse et par son affluent la Naute.
Les communes limitrophes de Glénic sont Champsanglard, Saint-Fiel, Ajain et Jouillat.
La commune s'étend sur 2760 hectares et ne comprend pas moins de 29 hameaux, écarts ou lieux-dits. On y dénombrait 1360 Glénicois et  Glénicoises en 1901, mais seulement 592 en 2007 (620 en population légale).

### Climat
Pour des articles plus généraux, voir Climat de la Nouvelle-Aquitaine et Climat de la Creuse.
En 2010, le climat de la commune est de type climat océanique dégradé des plaines du Centre et du Nord, selon une étude s'appuyant sur une série de données couvrant la période 1971-2000. En 2020, Météo-France publie une typologie des climats de la France métropolitaine dans laquelle la commune est exposée à un climat de montagne ou de marges de montagne et est dans la région climatique  Ouest et nord-ouest du Massif Central, caractérisée par une pluviométrie annuelle de 900 à 1 500 mm, maximale en automne et en hiver.
Pour la période 1971-2000, la température annuelle moyenne est de 10,6 °C, avec une amplitude thermique annuelle de 15,2 °C. Le cumul annuel moyen de précipitations est de 953 mm, avec 12,4 jours de précipitations en janvier et 8 jours en juillet. Pour la période 1991-2020, la température moyenne annuelle observée sur la station météorologique la plus proche, située sur la commune de Guéret à 7 km à vol d'oiseau, est de 11,3 °C et le cumul annuel moyen de précipitations est de 1 103,0 mm. Pour l'avenir, les paramètres climatiques de la commune estimés pour 2050 selon différents scénarios d'émission de gaz à effet de serre sont consultables sur un site dédié publié par Météo-France en novembre 2022.

## Urbanisme

### Typologie
Au 1er janvier 2024, Glénic est catégorisée commune rurale à habitat très dispersé, selon la nouvelle grille communale de densité à 7 niveaux définie par l'Insee en 2022.
Elle est située hors unité urbaine. Par ailleurs la commune fait partie de l'aire d'attraction de Guéret, dont elle est une commune de la couronne,. Cette aire, qui regroupe 72 communes, est catégorisée dans les aires de moins de 50 000 habitants,.

### Occupation des sols
L'occupation des sols de la commune, telle qu'elle ressort de la base de données européenne d’occupation biophysique des sols Corine Land Cover (CLC), est marquée par l'importance des territoires agricoles (65,6 % en 2018), une proportion sensiblement équivalente à celle de 1990 (65,5 %). La répartition détaillée en 2018 est la suivante : 
forêts (34,2 %), prairies (33,3 %), zones agricoles hétérogènes (32,3 %), eaux continentales (0,2 %). L'évolution de l’occupation des sols de la commune et de ses infrastructures peut être observée sur les différentes représentations cartographiques du territoire : la carte de Cassini (XVIIIe siècle), la carte d'état-major (1820-1866) et les cartes ou photos aériennes de l'IGN pour la période actuelle (1950 à aujourd'hui).

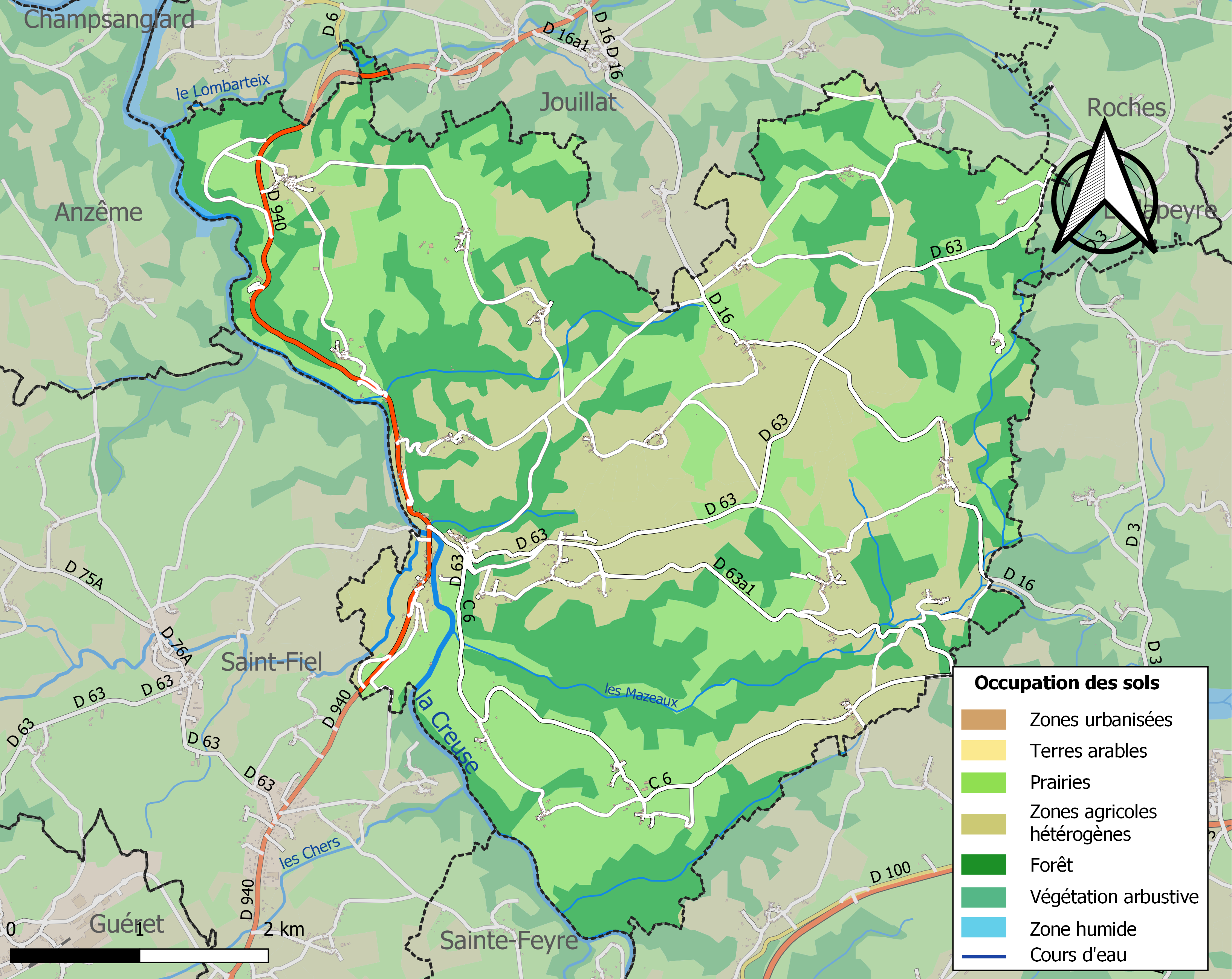
Carte des infrastructures et de l'occupation des sols de la commune en 2018 (CLC).

### Risques majeurs
Le territoire de la commune de Glénic est vulnérable à différents aléas naturels : météorologiques (tempête, orage, neige, grand froid, canicule ou sécheresse), inondations et séisme (sismicité faible). Il est également exposé à un risque technologique, la rupture d'un barrage, et à un risque particulier : le risque de radon. Un site publié par le BRGM permet d'évaluer simplement et rapidement les risques d'un bien localisé soit par son adresse soit par le numéro de sa parcelle.

#### Risques naturels
Certaines parties du territoire communal sont susceptibles d’être affectées par le risque d’inondation par débordement de cours d'eau, notamment la Creuse et la Naute. La commune a été reconnue en état de catastrophe naturelle au titre des dommages causés par les inondations et coulées de boue survenues en 1982, 1999 et 2018,.

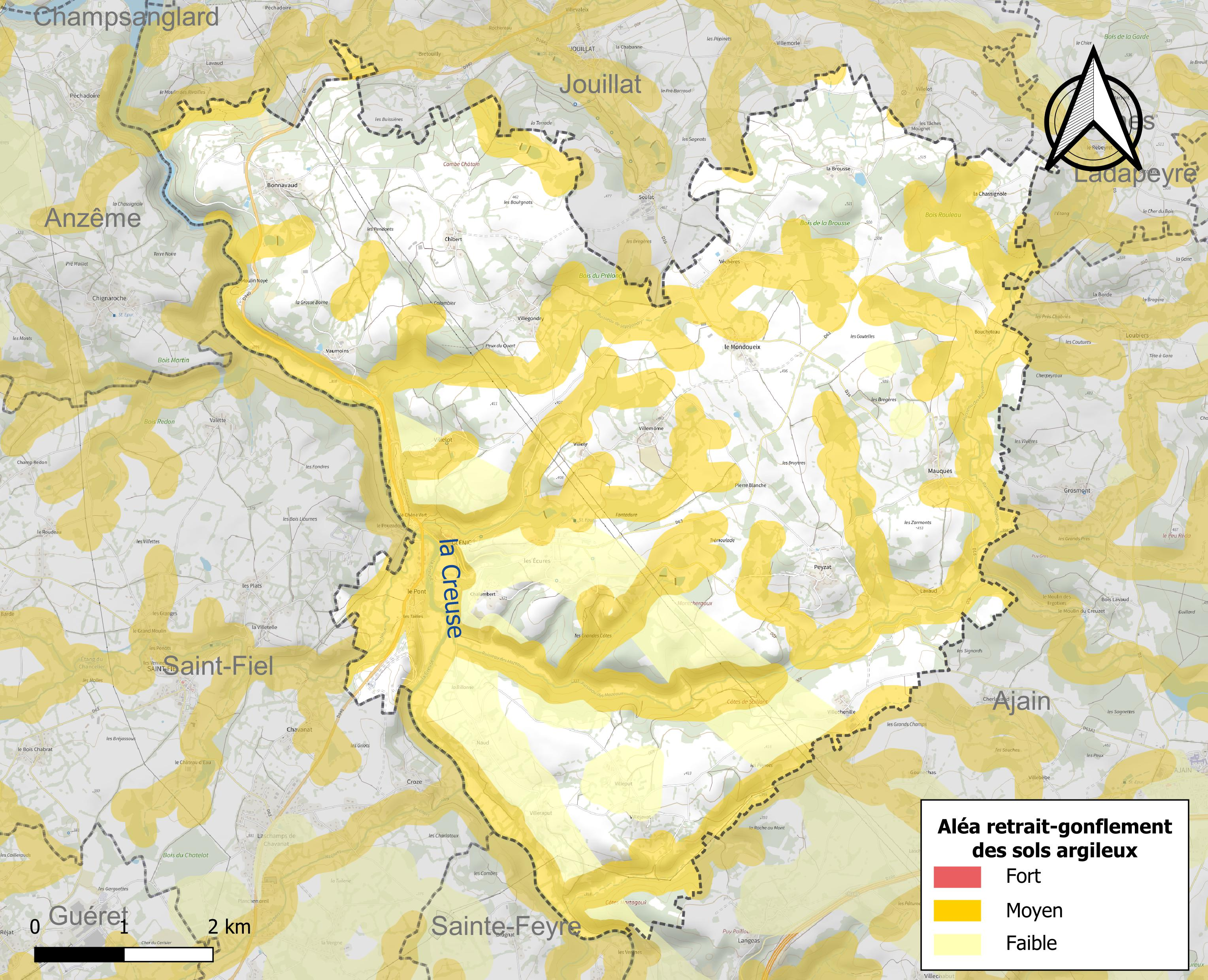
Carte des zones d'aléa retrait-gonflement des sols argileux de Glénic.

Le retrait-gonflement des sols argileux est susceptible d'engendrer des dommages importants aux bâtiments en cas d’alternance de périodes de sécheresse et de pluie. 39,5 % de la superficie communale est en aléa moyen ou fort (33,6 % au niveau départemental et 48,5 % au niveau national). Sur les 402 bâtiments dénombrés sur la commune en 2019, 141 sont en aléa moyen ou fort, soit 35 %, à comparer aux 25 % au niveau départemental et 54 % au niveau national. Une cartographie de l'exposition du territoire national au retrait gonflement des sols argileux est disponible sur le site du BRGM,.
Par ailleurs, afin de mieux appréhender le risque d’affaissement de terrain, l'inventaire national des cavités souterraines permet de localiser celles situées sur la commune.
Concernant les mouvements de terrains, la commune a été reconnue en état de catastrophe naturelle au titre des dommages causés par des mouvements de terrain en 1999.

#### Risques technologiques
La commune est en outre située en aval du  barrage de Confolent, un ouvrage sur la Creuse de classe A soumis à PPI, disposant d'une retenue de 4,7 millions de mètres cubes. À ce titre elle est susceptible d’être touchée par l’onde de submersion consécutive à la rupture de cet ouvrage.

#### Risque particulier
Dans plusieurs parties du territoire national, le radon, accumulé dans certains logements ou autres locaux, peut constituer une source significative d’exposition de la population aux rayonnements ionisants. Certaines communes du département sont concernées par le risque radon à un niveau plus ou moins élevé. Selon la classification de 2018, la commune de Glénic est classée en zone 3, à savoir zone à potentiel radon significatif.

#### Transports en commun
- Réseau TransCreuse

## Histoire
Il fait peu de doute que les origines de Glénic sont au moins gallo-romaines. Au XIXe siècle, on a en effet retrouvé dans le bourg une pièce en or à l'effigie de Faustine (décédée en 141), épouse d'Antonin le Pieux, et, dans le hameau de Villelot, une urne funéraire ainsi qu'une autre pièce en or à l'effigie de Néron adolescent (pièce datée vers 50-54).
Au demeurant, les plus anciens textes faisant mention de Glénic ne remontent qu'au XIIe siècle : en 1150, on écrit Glanic, au XIVe siècle, on cite le prieur et le chapelain de Glenico, et, enfin, la paroisse de Glénic en 1417.

## Politique et administration
| Période                                  | Période  | Identité           | Étiquette | Qualité  |
| ---------------------------------------- | -------- | ------------------ | --------- | -------- |
| Les données manquantes sont à compléter. |          |                    |           |          |
| ?                                        | 2020     | Roland Brunaud     | SE        | Retraité |
| 2020                                     | en cours | Marie-France Dalot | SE        | Retraité |

La commune de Glénic appartient à la Communauté d'Agglomération du Grand Guéret.
.

## Démographie
La population de Glénic reste stable depuis une trentaine d'années si l'on s'en tient aux chiffres de la population municipale (et non pas légale). Son éloignement relatif de Guéret et son relief ne lui permet pas, contrairement à d'autres communes, de développer des zones d'habitat pavillonnaire.

L'évolution du nombre d'habitants est connue à travers les recensements de la population effectués dans la commune depuis 1793. Pour les communes de moins de 10 000 habitants, une enquête de recensement portant sur toute la population est réalisée tous les cinq ans, les populations de référence des années intermédiaires étant quant à elles estimées par interpolation ou extrapolation. Pour la commune, le premier recensement exhaustif entrant dans le cadre du nouveau dispositif a été réalisé en 2007.

En 2022, la commune comptait 644 habitants, en évolution de −2,57 % par rapport à 2016 (Creuse : −3,32 %, France hors Mayotte : +2,11 %).
| 1793  | 1800  | 1806  | 1821  | 1831  | 1836  | 1841  | 1846  | 1851  |
| ----- | ----- | ----- | ----- | ----- | ----- | ----- | ----- | ----- |
| 1 350 | 1 167 | 1 269 | 1 268 | 1 241 | 1 308 | 1 339 | 1 360 | 1 360 |

| 1856  | 1861  | 1866  | 1872  | 1876  | 1881  | 1886  | 1891  | 1896  |
| ----- | ----- | ----- | ----- | ----- | ----- | ----- | ----- | ----- |
| 1 406 | 1 331 | 1 323 | 1 341 | 1 377 | 1 350 | 1 337 | 1 250 | 1 203 |

| 1901  | 1906  | 1911  | 1921  | 1926  | 1931 | 1936 | 1946 | 1954 |
| ----- | ----- | ----- | ----- | ----- | ---- | ---- | ---- | ---- |
| 1 230 | 1 181 | 1 158 | 1 023 | 1 007 | 943  | 929  | 801  | 684  |

| 1962 | 1968 | 1975 | 1982 | 1990 | 1999 | 2006 | 2007 | 2012 |
| ---- | ---- | ---- | ---- | ---- | ---- | ---- | ---- | ---- |
| 617  | 574  | 531  | 581  | 605  | 593  | 592  | 592  | 631  |

| 2017 | 2022 | - | - | - | - | - | - | - |
| ---- | ---- | - | - | - | - | - | - | - |
| 666  | 644  | - | - | - | - | - | - | - |

## Économie
Commune rurale, proche de Guéret, Glénic est essentiellement peuplée d’employés ou de fonctionnaires travaillant à Guéret, de retraités, de quelques artisans et d’agriculteurs. Bien que d’une moyenne d’âge élevée, la population a désormais tendance à se stabiliser et même à progresser. Historiquement, la première vocation économique de la Commune est agricole, principalement basée sur l’élevage.
Le tourisme « vert » apparaît peu à peu comme un enjeu économiquement important sur le territoire.

## Culture locale et patrimoine

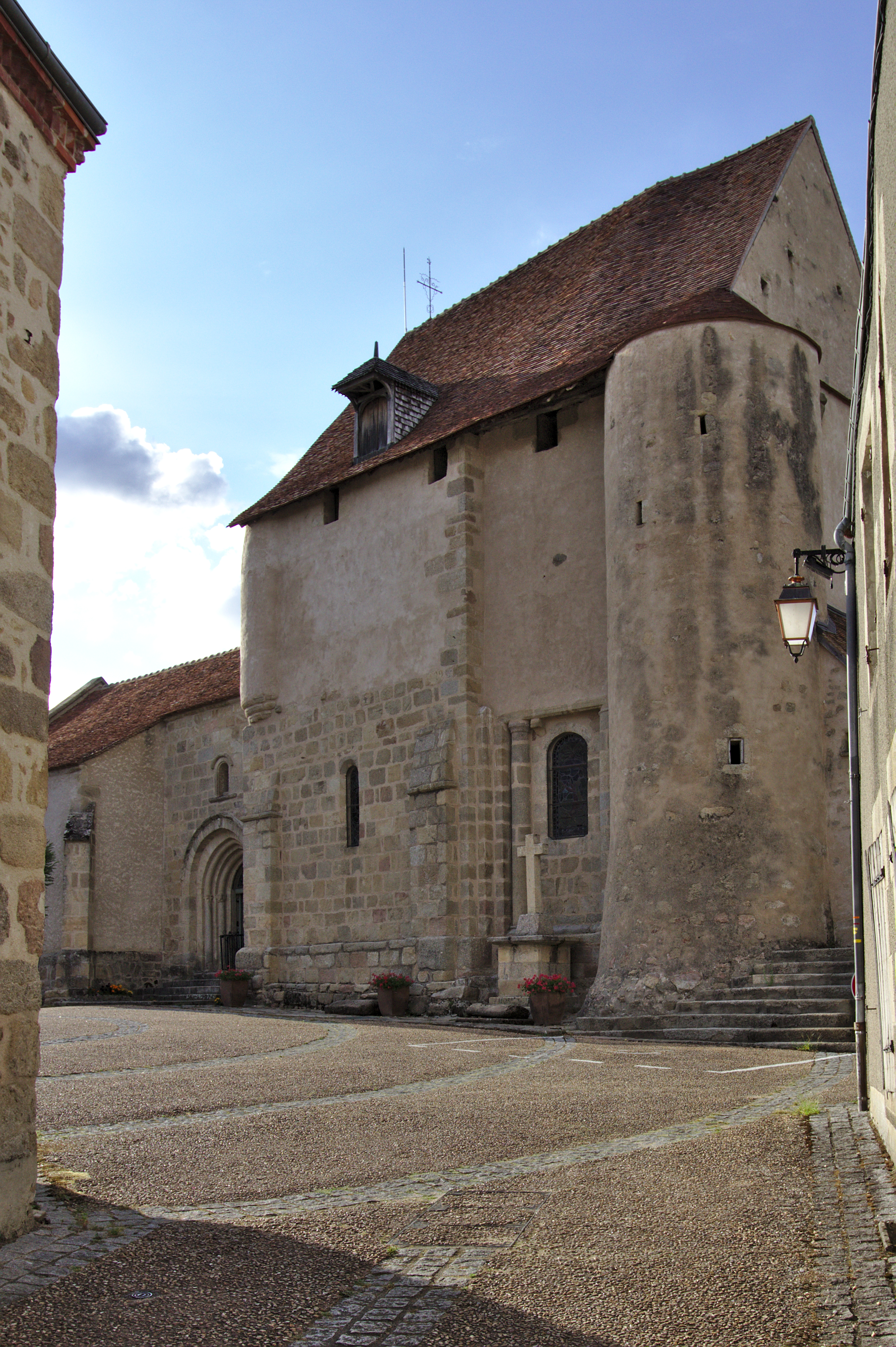
L'église en 2020.

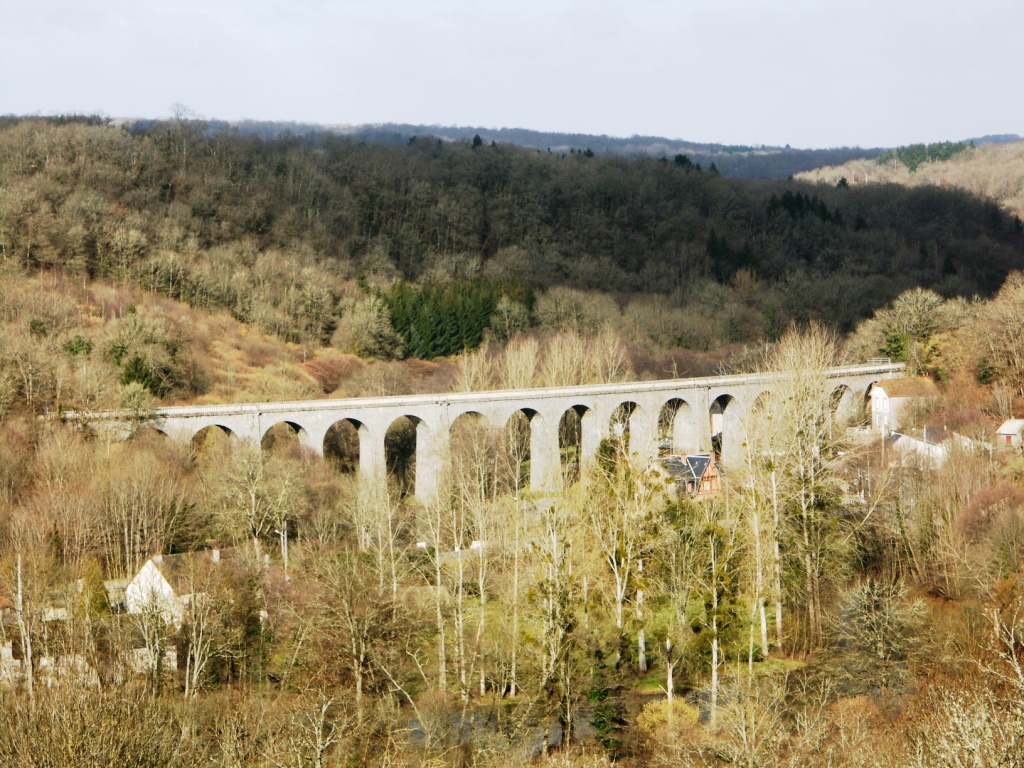
Le viaduc.

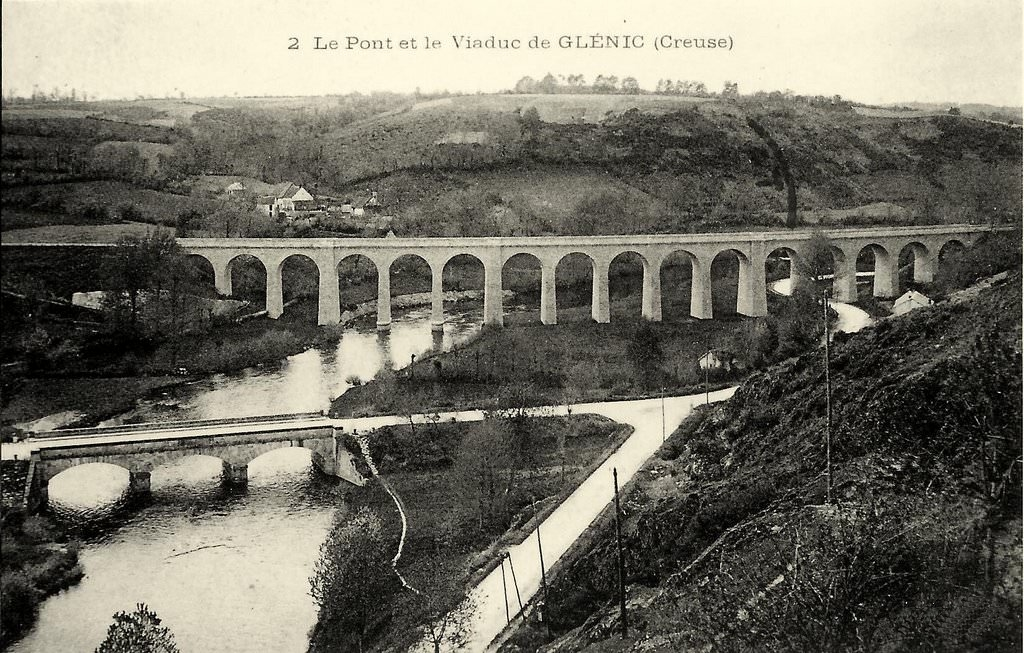
Le viaduc et le pont sur la Creuse.

Les attraits patrimoniaux de la commune sont nombreux avec, surtout, ses beaux paysages constitués de collines, traversés de rivières et ponctués de forêts et d’étangs. De nombreux chemins de randonnée permettent d’aller à la rencontre d’un patrimoine bâti typique où prédomine la pierre, construit par des hommes à la fois agriculteurs et maçons : fermes anciennes érigées sur des sites gallo-romains, moulins sur la Creuse...
Le « petit patrimoine » est particulièrement abondant dans les 27 villages que compte la commune : croix, fontaines, lavoirs, abreuvoirs. Son viaduc enjambant la Creuse, construit en 1904 pour la voie ferrée Guéret–La Châtre, est devenu un site d'escalade équipé. L'église est un remarquable ouvrage du XIIe siècle.

### Lieux et monuments

#### L'église
Dédiée à la nativité de la Vierge, l’église de Glénic a été bâtie de la fin du XIe siècle au début du XIIe siècle à l’emplacement d’un temple gallo-romain. Elle fut ensuite remaniée et fortifiée au XVe siècle pendant la guerre de Cent Ans. Dépourvue de clocher, c’est un exemple remarquable d’architecture religieuse et militaire de facture romane et gothique. L’église a été classée au titre des Monuments Historiques le 18 décembre 1989.
Les fouilles archéologiques et les travaux de restauration extérieurs et intérieurs entrepris depuis 1995 ont permis de consolider l’édifice, de mettre en valeur le décor intérieur, de restaurer le mobilier et les statues et enfin de présenter au public les découvertes les plus remarquables.
L'édifice est classé en totalité au titre des monuments historiques en 1989.

#### Le viaduc
Inauguré le 15 juillet 1906, le viaduc de Glénic a nécessité trois années d’efforts pour sa construction de mars 1902 à octobre 1904. Franchissant la Creuse, il permettait de relier Guéret à La Châtre par le chemin de fer (train à vapeur). Les trains de voyageurs circulèrent sur le viaduc jusqu’en 1939 et les convois de marchandises jusqu'en 1952, année de la fermeture définitive de la ligne de La Châtre à Guéret. Il a été défriché dans les années 2010, le rendant accessible aux piétons et permettant chaque année Le passage du viaduc, une course pédestre de 15 kilomètres. 27 voies d'escalade ont été aménagées sur des piliers du viaduc,.
Le viaduc en chiffres :
- longueur totale 202,10 m
- Largeur : 4,50 entre parapets
- Hauteur : 20 m
- 16 arches
- Volume  de maçonnerie estimé : 7 331 m3
- Rayon de courbure : 300 m
- Coût de la construction 295 300 francs (environ 965 631 €)

### Personnalités liées à la commune
René Bugeaud dit René Villelot (1903-1981)
Né en 1903, René Bugeaud, ancien militaire  qui plus tard prendra comme nom d’écrivain René Villelot voit son destin basculer en 1946 le jour de l’ouverture de la chasse. Ce jour-là, un malencontreux accident le prive de la vue. Réfugié à jamais dans les ténèbres, c’est désormais par l’écriture poétique qu’il portera son regard sur le monde qui l’entoure en particulier ces paysages, traditions et coutumes de la Creuse qu’il aimait tant. Certains d’entre nous se souviennent de lui et du bruit de ses sabots qui lui permettait de se repérer, lorsqu’il allait chez « Dudule » à côté du viaduc faire les courses, chercher le lait à Villelot ou encore promener sa petite fille Josette. Pour que l’écriture lui soit plus facile, son fils Jean, lui avait confectionné un ingénieux guide ligne, tandis que Josette l’aidait dans sa rédaction en lui relisant ses textes, les corrigeant  et les dactylographiant. Plusieurs de ses textes ont d’ailleurs été publiés dans la revue : « Nous, pour vous ! », ainsi qu’un recueil de poésies : « Souvenir et clapotis des bords de Creuse. » que vous pouvez consulter à la mairie. C’est avec beaucoup d’humilité et de talent qu’il y consigne ses souvenirs et pensées dans un langage simple mais très émouvant. Témoin de notre histoire, amoureux des paysages et de la nature, René Bugeaud s’est éteint en 1981 nous laissant une œuvre poétique très personnelle et typique de notre commune.
« C’est sans illusion ni prétention que j’ai écrit ces poèmes, mais à la recherche d’occupations et distractions, afin de meubler cette nuit sans fin dans laquelle je me débats. »
René Bugeaud, Bonnavaud, 1979.